# Javier Hernández Gutiérrez
Javier Hernández Gutiérrez (1 d'agost de 1961) és un exfutbolista mexicà. Conegut com a Chicharo, és pare del futbolista Javier Hernández Balcázar Chicharito.

## Selecció de Mèxic
Va formar part de l'equip mexicà a la Copa del Món de 1986.